# Będomin
Będomin (kasz. Bãdomino) – wieś kaszubska w Polsce położona w województwie pomorskim, w powiecie kościerskim, w gminie Nowa Karczma. Wzmiankowana po raz pierwszy w 1284 roku w nadaniu księcia pomorskiego Mściwoja II na rzecz stryjecznej siostry Gertrudy. Na północ od Będomina znajduje się Jezioro Grabowskie. W będomińskim zabytkowym dworku szlacheckim z XVIII w. znajduje się Muzeum Hymnu Narodowego.
W latach 1975–1998 miejscowość administracyjnie należała do województwa gdańskiego.
W Będominie, w pobliżu muzeum, rośnie okazały, około 400-letni dąb szypułkowy, zwany „Dębem Wybickiego”. To drzewo o obwodzie pnia 635 cm i wysokości 27 m (w 2013). W 2013 roku zwyciężyło w konkursie na „Drzewo Roku”.

## Nazwy źródłowe miejscowości
kasz. Bãdomino, Dużé Bãdomino, Wieldżi Bãdomin, niem. Gross Bendomin

## Zabytki
Według rejestru zabytków Narodowego Instytutu Dziedzictwa na listę zabytków wpisany jest zespół dworski Weidendahlów, w XVIII własność Józefa Wybickiego, 2 poł. XVI, XVIII, XIX/XX, nr rej.: 480 z 30.05.1972 i z 25.01.1999: dwór i park.